# Allenspark
Allenspark é uma Região censo-designada localizada no estado americano de Colorado, no Condado de Boulder.

## Demografia
Segundo o censo americano de 2000, a sua população era de 496 habitantes.

## Geografia
De acordo com o United States Census Bureau tem uma área de
110,7 km², dos quais 110,7 km² cobertos por terra e 0,0 km² cobertos por água. Allenspark localiza-se a aproximadamente 2515 m acima do nível do mar.

## Localidades na vizinhança
O diagrama seguinte representa as localidades num raio de 32 km ao redor de Allenspark.